# Caveolina-1

La caveolina-1 (CAV1) es una proteína codificada en humanos por el gen CAV1.
La proteína estructural codificada por este gen es el principal componente de las caveolas formadas en la membrana plasmática de la mayoría de tipos celulares. La caveolina 1 une subunidades de integrinas a la tirosina quinasa FYN, como paso previo al inicio de la vía Ras-ERK para promover la progresión del ciclo celular. El gen CAV1 es un candidato a ser un gen supresor de tumores y un regulador negativo de la cascada Ras-p42/44 MAPK. Los genes CAV1 y CAV2 se encuentran próximos en el genoma, concretamente en el cromosoma 7, y expresan proteínas que co-localizan y forman complejos heterooligoméricos estables. Mediante el uso de codones de iniciación alternativos en el mismo marco de lectura, se codifican dos isoformas (alfa y beta) de la proteína a partir de un único transcrito del gen.

## Interacciones
La caveolina-1 ha demostrado ser capaz de interaccionar con:
- Receptor de TGF-beta 1[3]
- NOS endotelial[4]
- Receptor androgénico[5]
- Proteína precursora amiloidea[6]
- GJA1[7]
- NOS2A[8]
- Receptor del factor de crecimiento epidérmico[9]
- Receptor de endotelina tipo B[10]
- PDGFRB[11]
- PDGFRA[11]
- PTGS2[12]
- TRAF2[13][14]
- Receptor de estrógeno alfa[15]
- Caveolina-2[16][17]
- PLD2[18][19]
- Tirosina quinasa de Bruton[20]
- SCP2[21]